# Zorzines basisignata
Zorzines basisignata är en fjärilsart som beskrevs av Inoue 1991. Zorzines basisignata ingår i släktet Zorzines och familjen nattflyn. Inga underarter finns listade i Catalogue of Life.